# Jonizacija
Jonizacija je proces u kojem atom gubi valentni elektron iz svoje poslednje elektronske ljuske. Pošto atom gubi elektron, postaje pozitivni jon (jer sad ima više protona od elektrona). Elektron koji se oslobodio iz posljednje ljuske se zove slobodni elektron. Kada slobodni elektron izgubi deo energije i dođe u spoljnu elektronsku ljusku neutralnog atoma, atom postaje električno negativno nabijen (jer sad ima više elektrona od protona) i postaje negativni jon. Kao primjer, oznaka za pozitivni jon vodonika je H+, a za negativni jon vodonika -. protons, antiprotons and ions,
Jonizacija je nastajanje naelektrisanih čestica, jona, iz neutralnih atoma ili molekula. Jonizaciju može izazvati druga električno nabijena čestica (jon, elektron, pozitron, mezon, proton, alfa-čestica, deuteron) koja se kreće kroz gasovitu, tečnu ili čvrstu materiju, ako je kinetička energija čestice dovoljno velika da u sudaru s neutralnim atomima ili molekulama izbaci iz njih elektrone. Najmanja za to potrebna energija je energija jonizacije (jonizacijski potencijal), to jest energija koja je dovoljna da izolovani atom ili molekul u gasovitom stanju izgube jedan elektron, pri čemu nastaje jonski par: pozitivno nabijeni jon i izbačeni elektron. Energija jonizacije mera je sposobnosti nekog hemijskog elementa da ulazi u hemijske reakcije uz stvaranje jona. Prva energija jonizacije odnosi se na gubitak najslabije vezanog elektrona u neutralnom atomu, druga, veća energija jonizacije odnosi se na jonizaciju tako nastalog katjona i tako dalje. Ukupan broj jonskih parova nastalih na jedinici dužine uzduž puta čestice naziva se jonizacijska gustina (specifična jonizacija) i meri se najčešće u odnosu prema jonizacijskoj gustini u vazduhu. Ona zavisi od energije, mase i naboja čestice, za razliku od totalne jonizacije, to jest ukupnoga broja jonskih parova nastalih uzduž cele staze čestice, koji zavisi uglavnom samo od energije s kojom je čestica ušla u materiju. Atomi ili molekuli mogu jonizacijom da izgube po jedan elektron ili više njih, a izbačeni elektron može kratko vreme da ostane slobodan, može se vezati uz neki neutralni atom ili molekul i tako stvoriti negativno nabijen jon, ili se pak spojiti s nekim pozitivno nabijenim jonom. Prosečni put koji oslobođeni elektron pređe pre nego što se spoji s drugom česticom naziva se srednji slobodni put i zavisi uglavnom o pritiska gasa i stupnju jonizacije, to jest od odnosa između broja nastalih jona i preostalih neutralnih atoma, odnosno molekula. Krećući se kroz sredstvo, čestica koja uzrokuje jonizaciju postupno gubi energiju i konačno se može zaustaviti. U vazduhu pri temperaturi od 15 ° i pritisku od 101 325  utrošak energije po nastajanju jednog jonskog para iznosi oko 32,5 eV i ne zavisi od uzročnika jonizacije.
Uz primarnu jonizaciju, koju direktno uzrokuje čestica, događa se i sekundarna jonizacija, to jest proces nastajanja jona delovanjem elektrona i jona koji su nastali primarnom jonizacijom, ako su prilikom svog postanka dobili dovoljno veliku energiju. Neutralne čestice, na primer neutron ili neutralni mezon, mogu da uzrokuju samo sekundarnu jonizaciju, predajući ili svu svoju energiju ili samo njen deo nekoj električno nabijenoj čestici, na primer protonu.

## Energija jonizacije
Energija jonizacije ili jonizacijska energija je energija nužna da atom ili molekula u gasovitom stanju izgubi jedan elektron. Graf prikazuje koliko ona iznosi za neutralne atome i može se uočiti da se uglavnom najteže bivaju jonizovani plemeniti plinovi. Međutim neki se molekuli teže joniziraju nego helijum, na primer jonizacijska energija kiseonika O2 iznosi 50 eV, ozona O3 11,7 eV, vode . Izbačeni elektron može na kratko vreme ostati slobodan, može se vezati uz neki neutralni atom ili molekul i tako stvoriti negativno nabijen jon, ili se spojiti s nekim pozitivno nabijenim jonom. Koliko dugo će elektron biti slobodan zavisi uglavnom od pritiska gasa, temperature i stupnja jonizacije, to jest od broja nastalih jona i preostalih neutralnih atoma. Čestica koja uzrokuje jonizaciju postupno, svakim sudarom, gubi kinetičku energiju. Sekundarna jonizacija je proces nastajanja jona delovanjem elektrona i jona koji su nastali primarnom jonizacijom, ako su oni prilikom svog postanka dobili dovoljno veliku kinetičku energiju.

## Uzroci jonizacije
Jonizaciju može uzrokovati elektromagnetno ili čestično zračenje dovoljno velike energije (ultraljubičasto, rendgensko, gama-zračenje), bilo fotoelektričnim učinkom, tako da jedan od vezanih elektrona u atomu preuzme svu energiju kvanta zračenja, bilo Komptonovim učinkom, kada elektron preuzme samo deo te energije. Jonizaciju uzrokuje i jonizirajuće zračenje (radioaktivno zračenje).
Jonizaciju može izazvati trenje između slojeva materije. Tako nastaje električni naboj oblaka.
Električne varnice u gasovima takođe se svode na jonizaciju. Ako nema delovanja električnog polja, joni stvoreni u nekom gasu brzo se rekombiniraju i gas se ponovno vraća u neutralno stanje. Međutim, ako se gas nalazi u električnom polju, nastali se joni kreću prema elektrodama, i to negativno nabijeni prema anodi, a pozitivno nabijeni prema katodi. Na taj način nastaje struja jonizacije. Pri malim pritiscima i u dovoljno jakom električnom polju nastaje električni izboj. Zbog delovanja polja tako stvoreni joni, krećući se prema elektrodama, dobivaju dovoljnu energiju, pa i oni jonizuju druge atome i molekule. Ta se pojava naziva kaskadni proces i uzrok je jonizacije većega dela gasa, što se očituje svjetlosnim pojavama, kao u Kruksovoj cevi (Vilijam Kruks), a uz povećanje pritiska i napona, izbijanjem električnih iskara ili stvaranjem električnog luka.
Joni mogu nastati i zbog toplotnog kretanja atoma i molekula pri visokim temperaturama, na primer u plamenu. Tada atomi i molekuli imaju dovoljnu kinetičku energiju da u međusobnim sudarima jedni druge jonizuju. Pri visokoj temperaturi (10 000 K) nastaje plazma, električno provodna gasna smješa koja sadrži znatnu koncentraciju katjona i elektrona. Kod vrlo visokih temperatura, na primer kod jakih električnih pražnjenja, stvaraju se dvostruko ili višestruko jonizovani atomi i prirodna plazma. Na ekstremno visokim temperaturama, kao u unutrašnjosti zvezda, atomi mogu izgubiti sve elektrone. I deo Zemljine atmosfere (jonosfera) jonizovan je zbog stalne apsorpcije kozmičkog zračenja iz svemira i Sunčevog ultraljubičastog zračenja.
Jonizacija se odvija i u vodi i drugim rastvaračima kada se u njima rastvaraju i s njima reaguju takozvani potencijalni elektroliti, koji se pre elektrolitske disocijacije ne sastoje od jona. Tako na primer gas hlorovodonik (HCl) u reakciji s vodom daje hidronijum jon i jon hlora (Cl–).

### Jonizacija vazduha
Zbog velike gustine, elektricitet nastoji da napusti električni provodnik na šiljcima. To se vidi na primer u eksperimentu kada se stavi na kuglicu elektroskopa šiljak i kada se naelektriše. Može se videti da se listići elektroskopa brzo sklapaju. Uzrok tome je jonizacija vazduha. Zbog velike zakrivljenosti šiljka gotovo se sav elektricitet skuplja na vrhu, te u okolini šiljka vlada jako električno polje. Kako u vazduhu uvek ima pozitivnih i negativnih čestica, to jest jona, šiljak će privlačiti jone suprotnog predznaka, te zbog postepene neutralizacije nastaje gubitak električnog naboja. Joni, koje je pri tom privukao šiljak, dobivaju veliku brzinu i sudaraju se na putu s neutralnim molekulima vazduha. Posledica tih sudara je nastajanje novih jona. Nastajanje jona zbog njihovog sudara s neutralnim molekulama vazduha zove se jonizacija sudarom.

## Merni instrumenti
Na načelu jonizacije zasnivaju se mnogi merni instrumenti u fizici i hemiji. Najpoznatiji su jonizacijska komora, Gajger-Milerovo brojilo, Vilsonova komora, različiti spektrometrijski instrumenti.

### Jonizacijska komora
Jonizacijska komora je uređaj za proučavanje jonizacije gasova, otkrivanje (detekciju) i merenje intenziteta jonizirajućeg zračenja. Glavni su joj delovi zatvorena cilindrična komora, u kojoj se nalazi gas pod određenim pritiskom, i dve elektrode s različitim potencijalima. To je jedan od prvih detektora jonizirajućeg zračenja čije se načelo detekcije zasniva na sabiranju jonskih parova koji nastaju u gasu u električnom polju komore. Prolaskom fotona ili neke nabijene čestice dovoljne energije kroz komoru, joniziraju se ili pobuđuju molekuli gasa uzduž staze čestice. Jonizacijom neutralnog molekula nastaju pozitivni jon i slobodni elektron, koji se nazivaju jonskim parom. Iz nastalih jonskih parova stvara se strujni signal, koji se dalje može oblikovati i pojačavati u izlazni signal, srazmeran intenzitetu (broju čestica i energiji) upadnog zračenja. Jonski parovi nastaju direktnim joniziranjem, ali su mogući i drugi procesi kojima upadno zračenje gubi energiju bez stvaranja jona (procesi pobuđivanja molekula).

### Gajger-Milerovo brojilo
Gajger-Milerov brojač je naprava za detekciju jonizirajućeg zračenja, odnosno brojanje prolaska jonizirajućih čestica ili fotona. Najčešća je izvedba brojila u obliku metalne cevi ili staklene cevi s metalnom oblogom, koja ujedno ima ulogu katode. Anoda je tanka metalna žica koja prolazi kroz osu cevi. Elektrode su spojene na visoki napon, a cev je ispunjena smesom plemenitog gasa (na primer argona ili neona). U trenutku kada jonizirajuća čestica ili foton u prolazu kroz brojilo jonizuje gas, produkti jonizacije (pozitivni joni i elektroni) razdvajaju se pod delovanjem električnog polja. Joni se ubrzano kreću prema katodi, a elektroni prema anodi i pritom u gasu uzrokuju daljnju, lavinsku jonizaciju. Time se nakratko zatvara strujno kolo i na otporniku u vanjskome delu kruga nastaje naponski impuls. Ti se impulsi odbrojavaju u elektronskom brojilu, koje često ima i mali zvučnik za zvučnu indikaciju zračenja. U takozvanom mrtvom vremenu, dok je gas jonizovan, brojilo ne može da indicira novo zračenje. Stoga se za prekidanje (gašenje) daljnje jonizacije i stalnog izboja u cev dodaju i male količine drugih gasova ili para. Važno svojstvo brojila je delotvornost, to jest odnos broja indiciranih i ulaznih čestica ili fotona. Gajger-Milerovo brojilo može služiti i za detekciju neutrona, premda oni, električno neutralni, ne uzrokuju jonizaciju. Međutim, neutroni mogu uzrokovati sekundarnu jonizaciju, i to oslobađanjem alfa-čestica u nuklearnoj reakciji s elementom borom, pa u tu svrhu cev brojača treba da sadrži gasoviti bor trifluorid.

### Vilsonova komora
Vilsonova komora (po škotskom fizičaru Čarls Tomson Ris Vilsonu), prvi uređaj kojim se mogla registrovati staza nabijenih čestica, posebno alfa-čestica i elektrona emitovanih iz radioaktivnih materijala. U osnovi je to posuda ispunjena smesom vazduha i vodene pare, u kojoj se brzim povećanjem njene zapremine pomoću pokretne membrane i klipa, zbog pada pritiska i temperature, postiže prezasićenost vazduha vodenom parom, pri čemu dolazi do kondenzacije vodene pare duž staze nabijene čestice. Prolaskom kroz komoru, nabijena čestica izaziva jonizaciju molekula vazduha, koji tako postaju središta kondenzacije. Na tom osnovnom načelu razvijena je maglena komora (Patrik Bleket) i komora sa mehurićima (Donald A. Glejzer).

## Zdravlje
Jonizirajućim zračenjem jonizuje se i tkivo, pre svega voda kao glavni sastojak tkiva, pri čemu nastaju hemijski vrlo reaktivni radikali, koji uzrokuju ozbiljna biološka oštećenja organizma.

## Upotrebe
Svakodnevni primeri jonizacije gasa javljaju se unutar fluorescentne lampe ili drugih sijalica sa električnim pražnjenjem. Takođe se koristi u detektorima zračenja kao što su Gajger-Milerov brojač ili jonizaciona komora. Proces jonizacije se široko koristi u različitoj opremi u fundamentalnoj nauci (npr. masena spektrometrija) i u medicinskom tretmanu (npr. terapija zračenjem). Takođe se široko koristi za prečišćavanje vazduha, iako su studije pokazale štetne efekte ove primene.

## Proizvodnja jona
Negativno naelektrisani joni nastaju kada se slobodni elektron sudari sa atomom i zatim biva zarobljen unutar električne potencijalne barijere, oslobađajući višak energije. Proces je poznat kao jonizacija hvatanja elektrona.
Pozitivno naelektrisani joni nastaju prenošenjem određene količine energije vezanom elektronu u sudaru sa naelektrisanim česticama (npr. joni, elektroni ili pozitroni) ili sa fotonima. Granična količina potrebne energije poznata je kao jonizacioni potencijal. Proučavanje ovakvih sudara je od fundamentalnog značaja za problem malog broja tela, koji je jedan od glavnih nerešenih problema u fizici. Kinematički potpuni eksperimenti, tj. eksperimenti u kojima se određuje kompletan vektor momenta svih fragmenata sudara (rasuti projektil, povratni ciljni jon i izbačeni elektron), doprineli su velikom napretku u teorijskom razumevanju problema nekoliko-tela poslednjih godina.

### Adijabatska jonizacija
Adijabatska jonizacija je oblik jonizacije u kojoj se elektron uklanja ili dodaje atomu ili molekulu u njegovom najnižem energetskom stanju da bi se formirao jon u najnižem energetskom stanju.
Taunsendovo pražnjenje je dobar primer stvaranja pozitivnih jona i slobodnih elektrona usled uticaja jona. To je kaskadna reakcija koja uključuje elektrone u regionu sa dovoljno visokim električnim poljem u gasovitom medijumu koji se može jonizovati, kao što je vazduh. Nakon prvobitnog događaja jonizacije, usled jonizujućeg zračenja, pozitivni jon se pomera ka katodi, dok se slobodni elektron pomera ka anodi uređaja. Ako je električno polje dovoljno jako, slobodni elektron dobija dovoljno energije da oslobodi još jedan elektron kada se sledeći sudari sa drugim molekulom. Dva slobodna elektrona zatim putuju ka anodi i dobijaju dovoljno energije od električnog polja da izazovu udarnu jonizaciju kada dođe do sledećih sudara; i tako dalje. Ovo je efektivno lančana reakcija generisanja elektrona i zavisi od toga da li slobodni elektroni dobiju dovoljnu energiju između sudara da održe lavinu.
Efikasnost jonizacije je odnos broja formiranih jona i broja upotrebljenih elektrona ili fotona.

## Poluklasični opis jonizacije
Klasična fizika i Borov model atoma mogu kvalitativno da objasne fotojonizaciju i jonizaciju posredovanu sudarom. U ovim slučajevima, tokom procesa jonizacije, energija elektrona premašuje energetsku razliku potencijalne barijere koju pokušava da prođe. Klasični opis, međutim, ne može da opiše tunelsku jonizaciju jer proces uključuje prolazak elektrona kroz klasično zabranjenu potencijalnu barijeru.

## Kvantnomehanički opis jonizacije
Interakcija atoma i molekula sa dovoljno jakim laserskim impulsima ili sa drugim naelektrisanim česticama dovodi do jonizacije uz formiranje jednostruko ili višestruko naelektrisanih jona. Brzina jonizacije, odnosno verovatnoća jonizacije u jedinici vremena, može se izračunati pomoću kvantne mehanike. (Dostupne su i klasične metode, kao što je Monte Karlo metoda klasične putanje (CTMC), ali ona nije opšte prihvaćena i često je kritikovana od strane zajednice.) Postoje dve kvantno mehaničke metode, perturbativne i neperturbativne metode kao što su vremenski zavisne metode spregnutog kanala ili vremenski nezavisne metode bliskog sprezanja gde je talasna funkcija proširena u konačnom baznom skupu. Dostupne su brojne opcije, npr. B-splajnski ili paketi Kulonovog talasa. Druga neperturbativna metoda je da se odgovarajuća Šredingerova jednačina reši potpuno numerički na rešetki.
Generalno, analitička rešenja nisu dostupna, a aproksimacije potrebne za upravljive numeričke proračune ne daju dovoljno tačne rezultate. Međutim, kada je intenzitet lasera dovoljno visok, detaljna struktura atoma ili molekula se može zanemariti i moguće je analitičko rešenje za brzinu jonizacije.

### Tunelska jonizacija
Tunelska jonizacija je jonizacija usled kvantnog tunelisanja. U klasičnoj jonizaciji, elektron mora imati dovoljno energije da pređe potencijalnu barijeru, ali kvantno tunelisanje omogućava elektronu da jednostavno prođe kroz potencijalnu barijeru umesto da ide skroz preko nje zbog talasne prirode elektrona. Verovatnoća tunelisanja elektrona kroz barijeru opada eksponencijalno sa širinom potencijalne barijere. Prema tome, elektron sa većom energijom može da se popne dalje do potencijalne barijere, ostavljajući mnogo tanju barijeru za prolaz kroz tunel i samim tim veću šansu za to. U praksi, tunelska jonizacija je vidljiva kada atom ili molekul stupa u interakciju sa infracrvenim jakim laserskim impulsima. Ovaj proces se može shvatiti kao proces kojim se ograničeni elektron, kroz apsorpciju više od jednog fotona iz laserskog polja, jonizuje. Ova slika je opšte poznata kao višefotonska jonizacija (MPI).
Keldiš je modelovao MPI proces kao prelaz elektrona iz osnovnog stanja atoma u stanja Volkova. U ovom modelu se zanemaruje perturbacija osnovnog stanja laserskim poljem i detalji atomske strukture pri određivanju verovatnoće jonizacije se ne uzimaju u obzir. Najveća poteškoća sa Keldišovim modelom bila je zanemarivanje efekata Kulonove interakcije na konačno stanje elektrona. Kao što se vidi sa slike, Kulonovo polje nije malo u poređenju sa potencijalom lasera na većim rastojanjima od jezgra. Ovo je u suprotnosti sa aproksimacijom koja je napravljena zanemarivanjem potencijala lasera u regionima blizu jezgra. Perelomov i dr. su uključili Kulonovu interakciju na većim međunuklearnim rastojanjima. Njihov model (koji zovemo PPT model) izveden je za potencijal kratkog dometa i uključuje efekat Kulonove interakcije dugog dometa kroz korekciju prvog reda u kvazi-klasičnoj akciji. Laročel et al. su uporedili teoretski predviđene krive jona u odnosu na intenzitet atoma retkih gasova koji su u interakciji sa Ti:Safir laserom sa eksperimentalnim merenjem. Oni su pokazali da se ukupna brzina jonizacije predviđena PPT modelom veoma dobro uklapa u eksperimentalne prinose jona za sve retke gasove u srednjem režimu Keldiševog parametra.
Brzina MPI na atomu sa jonizacionim potencijalom {\displaystyle E_{i}} u linearno polarizovanom laseru sa frekvencijom {\displaystyle \omega } je data izrazom
{\displaystyle W_{PPT}=\left|C_{n^{*}l^{*}}\right|^{2}{\sqrt {\frac {6}{\pi }}}f_{lm}E_{i}\left({\frac {2}{F}}\left(2E_{i}\right)^{\frac {3}{2}}\right)^{2n^{*}-|m|-{\frac {3}{2}}}\left(1+\gamma ^{2}\right)^{\left|{\frac {m}{2}}\right|+{\frac {3}{4}}}A_{m}(\omega ,\gamma )e^{-{\frac {2}{F}}\left(2E_{i}\right)^{\frac {3}{2}}g\left(\gamma \right)}}
gde je 
- {\displaystyle \gamma ={\frac {\omega {\sqrt {2E_{i}}}}{F}}} je Keldišov parametar,
- {\displaystyle n^{*}={\frac {\sqrt {2E_{i}}}{Z^{2}}}},
- {\displaystyle F} je maksimalno električno polje lasera i
- {\displaystyle l^{*}=n^{*}-1}.

The coefficients {\displaystyle f_{lm}}, {\displaystyle g(\gamma )} and {\displaystyle C_{n^{*}l^{*}}} are given by
{\displaystyle {\begin{aligned}f_{lm}&={\frac {(2l+1)(l+|m|)!}{2^{m}|m|!(l-|m|)!}}\\g(\gamma )&={\frac {3}{2\gamma }}\left(1+{\frac {1}{2\gamma ^{2}}}\sinh ^{-1}(\gamma )-{\frac {\sqrt {1+\gamma ^{2}}}{2\gamma }}\right)\\|C_{n^{*}l^{*}}|^{2}&={\frac {2^{2n^{*}}}{n^{*}\Gamma (n^{*}+l^{*}+1)\Gamma (n^{*}-l^{*})}}\end{aligned}}}
Koeficijent {\displaystyle A_{m}(\omega ,\gamma )} je dat sa
{\displaystyle A_{m}(\omega ,\gamma )={\frac {4}{3\pi }}{\frac {1}{|m|!}}{\frac {\gamma ^{2}}{1+\gamma ^{2}}}\sum _{n>v}^{\infty }e^{-(n-v)\alpha (\gamma )}w_{m}\left({\sqrt {{\frac {2\gamma }{\sqrt {1+\gamma ^{2}}}}(n-v)}}\right)}
gde je
{\displaystyle {\begin{aligned}w_{m}(x)&=e^{-x^{2}}\int _{0}^{x}(x^{2}-y^{2})^{m}e^{y^{2}}\,dy\\\alpha (\gamma )&=2\left(\sinh ^{-1}(\gamma )-{\frac {\gamma }{\sqrt {1+\gamma ^{2}}}}\right)\\v&={\frac {E_{i}}{\omega }}\left(1+{\frac {2}{\gamma ^{2}}}\right)\end{aligned}}}

#### Kvazistatička tunelska jonizacija
Kvazistatičko tunelisanje (QST) je jonizacija čija se brzina može na zadovoljavajući način predvideti ADK modelom, tj. granica PPT modela kada se {\displaystyle \gamma } približi nuli. Stopa QST-a je data sa
{\displaystyle W_{ADK}=\left|C_{n^{*}l^{*}}\right|^{2}{\sqrt {\frac {6}{\pi }}}f_{lm}E_{i}\left({\frac {2}{F}}\left(2E_{i}\right)^{\frac {3}{2}}\right)^{2n^{*}-|m|-{\frac {3}{2}}}e^{-{\frac {2}{3F}}\left(2E_{i}\right)^{\frac {3}{2}}}}
U poređenju sa {\displaystyle W_{PPT}}, odsustvo sumiranja preko n, koji predstavljaju različite vrhove jonizacije iznad praga (ATI), je izuzetno.

## Aproksimacija jakog polja za brzinu jonizacije
Proračun PPT-a se vrši u E-meraču, što znači da se lasersko polje uzima kao elektromagnetni talasi. Brzina jonizacije se takođe može izračunati u A-meraču, koji naglašava prirodu čestica svetlosti (apsorbujući više fotona tokom jonizacije). Ovaj pristup je usvojio Krajinov model zasnovan na ranijim radovima Fajisala i Reisa. Dobijena stopa je data sa
{\displaystyle W_{KRA}=\sum _{n=N}^{\infty }2\pi \omega ^{2}p\left(n-n_{\mathrm {osc} }\right)^{2}\int \mathrm {d} \Omega \left|FT\left(I_{KAR}\Psi \left(\mathbf {r} \right)\right)\right|^{2}J_{n}^{2}\left(n_{f},{\frac {n_{\mathrm {osc} }}{2}}\right)}
gde je:
- {\displaystyle n_{i}=E_{i}/\omega ,}
- {\displaystyle n_{\mathrm {osc} }=U_{p}/\omega } pri čemu je {\displaystyle U_{p}} ponderomotivna energija,
- {\displaystyle N=[n_{i}+n_{\mathrm {osc} }]} je minimalni broj fotona neophodan za jonizaciju atoma,
- {\displaystyle J_{n}(u,v)} je dvostruka Beselova funkcija,
- {\displaystyle p={\sqrt {2\omega (n-n_{\mathrm {osc} }-n_{i})}},}
- {\textstyle n_{f}=2{\sqrt {n_{\mathrm {osc} }/\omega }}p\cos(\theta )} sa {\displaystyle \theta } ugao između momenta elektrona, p', i električnog polja lasera, F,
- FT je trodimenzionalna Furijeova transformacija, i
- {\displaystyle I_{KAR}=\left({\frac {2Z^{2}}{n^{2}Fr}}\right)^{n}} uključuje Kulonovu korekciju u SFA model.

### Populaciona zamka
Pri izračunavanju brzine MPI atoma uzimaju se u obzir samo prelazi u kontinualna stanja. Takva aproksimacija je prihvatljiva sve dok ne postoji višefotonska rezonancija između osnovnog stanja i nekih pobuđenih stanja. Međutim, u realnoj situaciji interakcije sa impulsnim laserima, tokom evolucije intenziteta lasera, usled različitog Starkovog pomeranja osnovnog i pobuđenog stanja postoji mogućnost da neko pobuđeno stanje pređe u višefotonsku rezonancu sa osnovnim stanjem. Unutar slike obučenog atoma, osnovno stanje obučeno od {\displaystyle m} fotona i rezonantno stanje prolaze kroz izbegnuto ukrštanje pri intenzitetu rezonancije {\displaystyle I_{r}}. Minimalna udaljenost, {\displaystyle V_{m}}, na izbegnutom prelazu je proporcionalna generalizovanoj Rabijevoj frekvenciji, {\displaystyle \Gamma (t)=\Gamma _{m}I(t)^{m/2}} uparivanja dva stanja. Prema Stori et al.,, verovatnoća da će ostati u osnovnom stanju, {\displaystyle P_{g}}, je data sa
{\displaystyle P_{g}=\exp \left(-{\frac {2\pi W_{m}^{2}}{\mathrm {d} W/\mathrm {d} t}}\right)}
gde je {\displaystyle W} vremenski zavisna razlika u energiji između dva obučena stanja. U interakciji sa kratkim impulsom, ako se dinamička rezonanca postigne u rastućem ili opadajućem delu impulsa, populacija praktično ostaje u osnovnom stanju i efekat višefotonskih rezonancija se može zanemariti. Međutim, ako stanja pređu u rezonanciju na vrhuncu pulsa, gde je {\displaystyle \mathrm {d} W/\mathrm {d} t=0}, onda je pobuđeno stanje popunjeno. Pošto je potencijal jonizacije pobuđenog stanja mali, nakon zauzimanja, očekuje se da će elektron biti trenutno jonizovan.
De Bor i Miler su 1992. godine pokazali da atomi Xe podvrgnuti kratkim laserskim impulsima mogu da prežive u visoko pobuđenim stanjima 4f, 5f i 6f. Verovalo se da su ova stanja pobuđena dinamičkim Starkovim pomeranjem nivoa u višefotonsku rezonancu sa poljem tokom rastućeg dela laserskog impulsa. Naknadna evolucija laserskog impulsa nije u potpunosti jonizovala ova stanja, ostavljajući iza sebe neke visoko pobuđene atome. Ovu pojavu se naziva „populaciona zamka”.
Pomenut je teorijski proračun da se nepotpuna jonizacija dešava kad god postoji paralelna rezonantna pobuda u zajednički nivo sa jonizacionim gubitkom. Razmatramo stanje kao što je 6f kod Xe koje se sastoji od 7 kvazi-degneriranih nivoa u opsegu laserskog propusnog opsega. Ovi nivoi zajedno sa kontinuumom čine lambda sistem. Mehanizam hvatanja lambda tipa je šematski prikazan na slici. U rastućem delu impulsa (a) pobuđeno stanje (sa dva degenerisana nivoa 1 i 2) nije u višefotonskoj rezonanciji sa osnovnim stanjem. Elektron se jonizuje kroz višefotonsko sprezanje sa kontinuumom. Kako se intenzitet impulsa povećava, pobuđeno stanje i kontinuum se pomeraju u energiji zbog Starkovog pomeranja. Na vrhuncu pulsa (b) pobuđena stanja prelaze u višefotonsku rezonanciju sa osnovnim stanjem. Kako intenzitet počinje da opada (c), dva stanja su povezana kroz kontinuum i populacija je zarobljeno u koherentnoj superpoziciji dva stanja. Pod naknadnim dejstvom istog impulsa, zbog interferencije u prelaznim amplitudama lambda sistema, polje ne može u potpunosti jonizovati populaciju i deo populacije će biti zarobljen u koherentnoj superpoziciji kvazi degenerisanih nivoa. Prema ovom objašnjenju, stanja sa većim ugaonim momentom – sa više podnivoa – imala bi veću verovatnoću da zarobe populaciju. Generalno, jačina hvatanja će biti određena snagom spajanja dva fotona između kvazi-degenerisanih nivoa preko kontinuuma. Godine 1996, koristeći veoma stabilan laser i minimizirajući efekte maskiranja širenja fokusnog regiona sa povećanjem intenziteta, Talebpour et al. su uočili strukture na krivinama jednostruko naelektrisanih jona Xe, Kr i Ar. Ove strukture su pripisane hvatanju elektrona u jakom laserskom polju. T. Morišita i C. D. Lin su izvestili o nedvosmislenijoj demonstraciji hvatanja populacije u zamku.

### Nesekvencijalna višestruka jonizacija
Fenomen nesekventne jonizacije (NSI) atoma izloženih intenzivnim laserskim poljima bio je predmet mnogih teorijskih i eksperimentalnih studija od 1983. Pionirski rad je započeo posmatranjem strukture „kolena“ na signalu Xe2+ jona u odnosu na intenzitet krive. Sa eksperimentalne tačke gledišta, NS dvostruka jonizacija se odnosi na procese koji na neki način povećavaju stopu proizvodnje dvostruko naelektrisanih jona za ogroman faktor pri intenzitetima ispod intenziteta zasićenja jednostruko naelektrisanog jona. Mnogi, s druge strane, preferiraju da definišu NSI kao proces kojim se dva elektrona jonizuju skoro istovremeno. Ova definicija implicira da osim sekvencijalnog kanala {\displaystyle A+L->A^{+}+L->A^{++}} postoji još jedan kanal {\displaystyle A+L->A^{++}} što je glavni doprinos proizvodnji dvostruko naelektrisanih jona pri nižim intenzitetima. Prvo posmatranje trostrukog NSI u argonu u interakciji sa laserom od 1 μm izvestili su Augst i saradnici. Kasnije, sistematski proučavajući NSI svih atoma retkih gasova, primećen je četvorostruki NSI Xe. Najvažniji zaključak ove studije bio je posmatranje sledeće relacije između brzine NSI prema bilo kom stanju naelektrisanja i brzine tunelske jonizacije (predviđene ADK formulom) u odnosu na prethodna stanja naelektrisanja;
{\displaystyle W_{NS}(A^{n+})=\sum _{i=1}^{n-1}\alpha _{n}\left(\lambda \right)W_{ADK}\left(A^{i+}\right)}
gde je {\displaystyle W_{ADK}\left(A^{i+}\right)} stopa kvazi-statičkog tunelisanja do i-tog stanja naelektrisanja i {\displaystyle \alpha _{n}(\lambda )} su neke konstante koje zavise od talasne dužine lasera (ali ne i od trajanja impulsa).
Predložena su dva modela da bi se objasnila nesekvencijalna jonizacija; model otresanja i model ponovnog rasejanja elektrona. Model otresanja (SO) koji su prvi predložili Fitingof et al., usvojen je iz oblasti jonizacije atoma rendgenskim zracima i elektronskim projektilima gde je SO proces jedan od glavnih mehanizama odgovornih za višestruku jonizaciju od atoma. SO model opisuje NSI proces kao mehanizam gde se jedan elektron jonizuje laserskim poljem i odlazak ovog elektrona je toliko brz da preostali elektroni nemaju dovoljno vremena da se prilagode novim energetskim stanjima. Zbog toga postoji izvesna verovatnoća da se, posle jonizacije prvog elektrona, drugi elektron pobuđuje u stanja sa većom energijom (shake-up) ili čak jonizovan (shake-off). Treba napomenuti da do sada nije bilo kvantitativnog proračuna na osnovu SO modela, i model je i dalje kvalitativan.
Model ponovnog rasejanja elektrona su nezavisno razvili Kučijev, Šafer i saradnici, Korkum, Beker i Fejsal i Fejsal i Beker. Glavne karakteristike modela mogu se lako razumeti iz Korkumove verzije. Korkumov model opisuje NS jonizaciju kao proces u kome se elektron tunelski jonizuje. Elektron zatim stupa u interakciju sa laserskim poljem gde se ubrzava dalje od nuklearnog jezgra. Ako je elektron jonizovan u odgovarajućoj fazi polja, on će pola ciklusa kasnije proći pored položaja preostalog jona, gde može da oslobodi dodatni elektron udarom elektrona. Samo polovinu vremena elektron se oslobađa sa odgovarajućom fazom, a u drugoj polovini se nikada ne vraća u nuklearno jezgro. Maksimalna kinetička energija koju povratni elektron može da ima je 3,17 puta veća od ponderomotivnog potencijala ({\displaystyle U_{p}}) lasera. Korkumov model postavlja graničnu granicu minimalnog intenziteta ({\displaystyle U_{p}} je proporcionalno intenzitetu) gde može doći do jonizacije usled ponovnog rasejanja.
Model ponovnog rasejanja u verziji Kučijeva (Kučijevljev model) je kvantnomehanički. Osnovna ideja modela je ilustrovana Fajnmanovim dijagramima na slici a. Prvo su oba elektrona u osnovnom stanju atoma. Linije označene a i b opisuju odgovarajuća atomska stanja. Zatim se elektron a jonizuje. Početak procesa jonizacije prikazan je presekom sa kosom isprekidanom linijom, gde se javlja MPI. Širenje jonizovanog elektrona u laserskom polju, tokom kojeg on apsorbuje druge fotone (ATI), prikazano je punom debelom linijom. Sudar ovog elektrona sa matičnim atomskim jonom prikazan je vertikalnom isprekidanom linijom koja predstavlja Kulonovu interakciju između elektrona. Stanje označeno sa c opisuje pobuđivanje jona u diskretno ili kontinualno stanje. Slika b opisuje proces razmene. Kučijevljev model, za razliku od Korkumovog modela, ne predviđa nikakav prag intenziteta za pojavu NS jonizacije.
Kučijev nije uključio Kulonove efekte na dinamiku jonizovanog elektrona. To je dovelo do potcenjivanja dvostruke stope jonizacije sa ogromnim faktorom. Očigledno, u pristupu Bekera i Fejzala (koji je po duhu ekvivalentan Kučijevljevom modelu) ovaj nedostatak ne postoji. Zapravo, njihov model je precizniji i ne trpi veliki broj aproksimacija koje je napravio Kučijev. Njihovi rezultati proračuna savršeno se uklapaju sa eksperimentalnim rezultatima Vokera et al. Beker i Fejsal su bili u mogućnosti da uklope eksperimentalne rezultate na višestrukim NSI atoma retkih gasova koristeći svoj model. Kao rezultat toga, ponovno rasejanje elektrona može se uzeti kao glavni mehanizam za nastanak NSI procesa.

### Višefotonska jonizacija elektrona unutrašnje valentnosti i fragmentacija poliatomskih molekula
Jonizacija unutrašnjih valentnih elektrona odgovorna je za fragmentaciju poliatomskih molekula u jakim laserskim poljima. Prema kvalitativnom modelu disocijacija molekula se dešava kroz mehanizam u tri koraka:
- MPI elektrona sa unutrašnjih orbitala molekula što rezultira molekularnim jonom u ro-vibracionim nivoima pobuđenog elektronskog stanja;
- Brzi prelazak bez zračenja na visoko ležeće ro-vibracione nivoe nižeg elektronskog stanja; i
- Naknadna disocijacija jona na različite fragmente kroz različite kanale fragmentacije.

Molekularna fragmentacija izazvana kratkim impulsom može se koristiti kao izvor jona za masenu spektroskopiju visokih performansi. Selektivnost koju obezbeđuje izvor zasnovan na kratkom impulsu je superiornija od očekivane kada se koriste konvencionalni izvori zasnovani na jonizaciji elektrona, posebno kada je potrebna identifikacija optičkih izomera.

## Kramers-Henebergerov okvir
Kramers–Henebergerov okvir je neinercijalni okvir koji se kreće sa slobodnim elektronom pod uticajem harmonijskog laserskog impulsa, dobijen primenom translacije na laboratorijski okvir jednak tobolačkom kretanju klasičnog elektrona u laboratorijskom okviru. Drugim rečima, u Kramers-Henebergerovom okviru klasični elektron miruje. Počevši od laboratorijskog okvira (merač brzine), može se opisati elektron sa Hamiltonijanom:
{\displaystyle H_{lab}={\frac {1}{2}}(\mathbf {P} +{\frac {1}{c}}\mathbf {A} (t))^{2}+V(r)}
U dipolnoj aproksimaciji, tobolasto kretanje klasičnog elektrona u laboratorijskom okviru za proizvoljno polje može se dobiti iz vektorskog potencijala elektromagnetnog polja:
{\displaystyle \mathbf {\alpha } (t)\equiv {\frac {1}{c}}\int _{0}^{t}\mathbf {A} (t')dt'=(\alpha _{0}/E_{0})\mathbf {E} (t)}
gde je {\displaystyle \alpha _{0}\equiv E_{0}\omega ^{-2}} za monohromatski ravan talas.
Primenom transformacije na laboratorijski okvir jednake kretanju tobolca {\displaystyle \mathbf {\alpha } (t)} prelazi se na 'oscilujući' ili 'Kramers-Henebergerov' okvir, u kojem se klasični elektron miruje. Transformacijom faznog faktora radi pogodnosti dobija se 'prostorno translirani' Hamiltonijan, koji je jedinstveno ekvivalentan Hamiltonijanu laboratorijskog okvira, koji sadrži originalni potencijal sa centrom na oscilujućoj tački {\displaystyle -\mathbf {\alpha } (t)}:
{\displaystyle H_{KH}={\frac {1}{2}}\mathbf {P} ^{2}+V(\mathbf {r} +\mathbf {\alpha } (t))}
Korisnost KH okvira leži u činjenici da se u ovom okviru interakcija laser-atom može svesti na oblik oscilirajuće potencijalne energije, gde su prirodni parametri koji opisuju dinamiku elektrona {\displaystyle \omega } i {\displaystyle \alpha _{0}} (ponekad se naziva „amplituda ekskurzije“, dobijena iz {\displaystyle \mathbf {\alpha } (t)}).
Odavde se može primeniti Flokvetova teorija za izračunavanje kvazistacionarnih rešenja TDSE. U Flokvetovoj teoriji visokih frekvencija, najniži red u {\displaystyle \omega ^{-1}} sistemu se svodi na takozvanu 'strukturnu jednačinu', koja ima oblik tipične Šredingerove jednačine za sopstvene vrednosti koja sadrži 'odenuti potencijal' {\displaystyle V_{0}(\alpha _{0},\mathbf {r} )},\mathbf {r})} (prosek ciklusa oscilacionog potencijala). Tumačenje prisustva {\displaystyle V_{0}} je sledeće: u oscilujućem okviru, jezgro ima oscilatorno kretanje putanje {\displaystyle -\mathbf {\alpha } (t)} i {\displaystyle V_{0}} se mogu posmatrati kao potencijal razmazanog nuklearnog naboja duž njegove putanje.
KH okvir se stoga koristi u teorijskim studijama jonizacije jakog polja i atomske stabilizacije (predviđena pojava u kojoj se verovatnoća jonizacije atoma u polju visokog intenziteta i visoke frekvencije zapravo smanjuje za intenzitete iznad određenog praga) u kombinaciji sa visokofrekventnom Flokvetovom teorijom.

## Disocijacija – razlikovanje
Supstanca može da se disocira bez nužnog stvaranja jona. Na primer, molekuli stonog šećera se disociraju u vodi (šećer se rastvara), ali postoje kao netaknuti neutralni entiteti. Još jedan suptilan događaj je disocijacija natrijum hlorida (kuhinjske soli) na jone natrijuma i hlora. Iako može izgledati kao slučaj jonizacije, u stvarnosti joni već postoje unutar kristalne rešetke. Kada se so disocira, njeni sastavni joni su jednostavno okruženi molekulima vode i njihovi efekti su vidljivi (npr. rastvor postaje elektrolitičan). Međutim, ne dolazi do prenosa ili pomeranja elektrona.

## Literatura
- Schulz, Michael (2003). „Three-Dimensional Imaging of Atomic Four-Body Processes”. Nature. 422 (6927): 48—51. Bibcode:2003Natur.422...48S. PMID 12621427. S2CID 4422064. doi:10.1038/nature01415. hdl:11858/00-001M-0000-0011-8F36-A .
- Glenn F Knoll. Radiation Detection and Measurement, third edition 2000. John Wiley and sons,  0-471-07338-5
- Todd, J. F. J. (1991). „Recommendations for Nomenclature and Symbolism for Mass Spectroscopy (including an appendix of terms used in vacuum technology)(IUPAC Recommendations 1991)”. Pure Appl. Chem. 63 (10): 1541—1566. doi:10.1351/pac199163101541 .
- IUPAC. „ionization efficiency”. Kompendijum hemijske terminologije (Internet izdanje).